# ホンダ・CBR150R

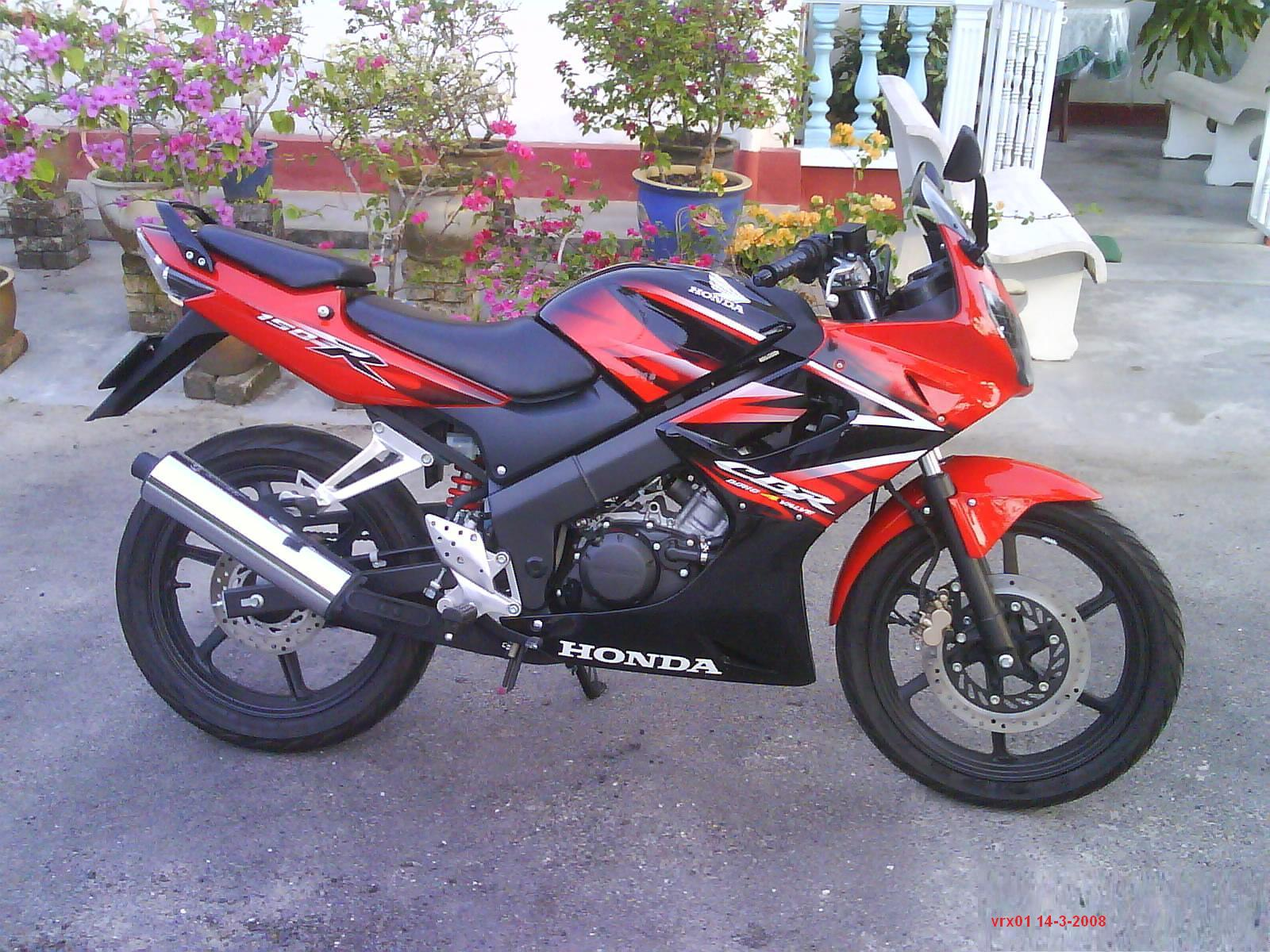
CBR150R

CBR150R（シービーアールひゃくごじゅうアール）は、本田技研工業が2002年から製造販売している、同社のCBRシリーズに属す、排気量が150ccクラスのオートバイである。

## 車両解説
2002年から2015年まではタイ王国の現地法人であるタイホンダ・マニュファクチュアリングカンパニー・リミテッド（Thai Honda Manufacturing Co., Ltd.）が、2016年からはインドネシアジャカルタの現地法人 ピー・ティ・アストラ・ホンダモーター（P.T. Astra Honda Motor）が製造する内径x行程：63.5×47.2（mm）・排気量149ccの水冷4ストローク4バルブDOHC単気筒エンジンならびに常時噛合式6段マニュアルトランスミッションを搭載するCBRシリーズのオートバイである。
車体はCBR600RRと共通デザインのフルカウルを装着するが、ヘッドライトは事実上の前身モデルであるNSR150SPと同様の2灯式である。

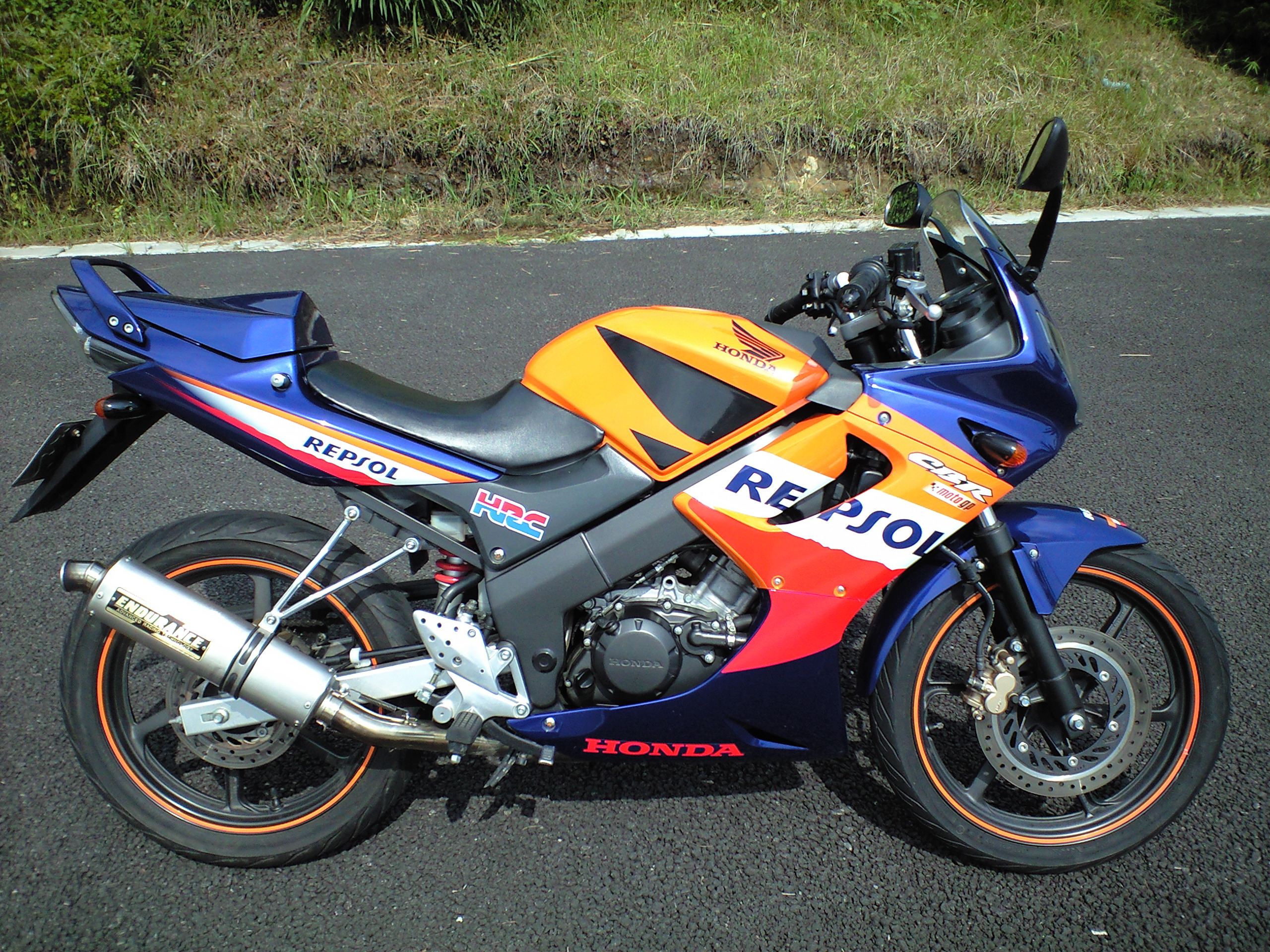
CBR150R レプソルカラー
エンデュランスによる並行輸入車

海外向け専用モデルであることから、日本国内では本田技研工業による正式販売は実施されなかったが、エンデュランス社や一部のオートバイ販売店により並行輸入での販売が行われた。このため初代となる2002年モデルでは、フロントカウルヘッドライト上側のウインカーが側面からの認識視覚をほとんど持たないことから、日本国内の保安基準に適応させるため位置を変更するほか、販売店で各種パーツを追加したモデルならびに保安部品を除去したレース仕様車も存在する。
本モデルは数回のモデルチェンジを実施しているが、日本国内では2018年現在でもエンデュランス社による2016年モデルの並行輸入販売が行われている。

### モデルイヤー別詳細
いわゆるレーサーレプリカに分類されるモデルであることから、カラーリングはモデルイヤーごとに数種類が存在する。またMotoGPマシンを意識したレプソルカラーも数種類確認されており、2016年にはCBR150R FI レプソルカラースペシャルエディション '16の車名でエンデュランスから限定車としての販売も実施された。大きな仕様変更は以下に示すものがある。
2005年モデル
盗難対策そしてキーシャッターを標準装備化。
2010年モデル
MC41型CBR250Rと共通となるVFR1200Fをモチーフにしたコンセプトの車体デザインを採用しており、以下の仕様変更を実施。
- マフラーをショート化
- 燃料供給を従来のキャブレターからPGM-FI電子式燃料噴射装置へ変更
- 前後タイヤサイズを極太化
- スイングアームを延長
- 計器類をデジタル化

なお、本モデルの車名についてエンデュランス社ではCBR150R FIで販売を行う。
2017年モデル
車体デザインをMC51型CBR250RRをモチーフにしたデザインへ変更し、生産拠点をインドネシアへ移管したモデル。全長x全幅x全高：1,983x694x1,038（mm）・ホイールベース：1,311mm・シート高：787mm・車重135㎏の車体に最高出力12.6kW（17.1ps）/9,000rpm・最大トルク13.7N・m（1.39kgf・m）/7,000rpmのスペックを持つ。